# هراكلة
فصيلة الهَرَاكِلَة أو الهِرْكُوليَّات أو الهركول هي فصيلة من الحيتان تضم أضخم أنواع الحيتان على الإطلاق وهو الحوت الأزرق، وهو نوع من الحيتان عديمة الأسنان ويتميز بلون جلده الأزرق المائل إلى الدكنة (أو اللون الرمادي) والمنقط بعدد من النقاط الأفتح قليلاً في اللون، وهو صاحب أضخم جثة لكائن حي عَمَرَ الأرض في القديم والحديث وأعلى نبرة صوت لكائن حي، ويصدر عن هذه النوعية من الحيتان أصوات عميقة ومدوية ذات ذبذبات منخفضة تنتشر إلى مسافات بعيدة في الوسط المائي مما يمكنها من الاتصال ببعضها بعضاً عبر مئات الأميال. يتراوح طول الحوت الأزرق البالغ بين 20 متراً، و33 متراً، أما وزنه فبين 90 طناً و180 طناً، ورأس هذا الحوت وحده ربع طول جسده، وجسمه الطويل يستدق في إتجاه الذيل وهذا الحوت العملاق يتميز بالهدوء الشديد، وبالحياء والخجل.